# Твои, мои и наши (фильм, 2005)
«Твои, мои и наши» (англ. Yours, Mine and Ours) — американская семейная комедия 2005 года, снятая Раджем Госнеллом с Деннисом Куэйдом и Рене Руссо в главных ролях. Картина является ремейком одноимённого фильма 1968 года.

## Сюжет
Овдовевший адмирал береговой охраны Фрэнк Бирдсли и отец восьмерых детей встречает свою первую любовь ещё со школы, дизайнера Хелен Норт, недавно потерявшую мужа и воспитывающую своих десятерых детей. Два уже немолодых человека решили пожениться. 
Воссоединение двух семей детей не устроило, и они начинают борьбу за территорию. Позже дети решают устроить перемирие, чтобы осуществить план ссоры родителей с целью вновь жить двумя разными семьями. В процессе осуществления совместного плана ссоры родителей дети сдружаются и уже не хотят расставаться, но родители уже крупно поссорились. Тогда дети принимают решение раскрыть свой план родителям. Фрэнк и Хелен все понимают, мирятся и устраивают свадьбу.

## В ролях
Семья Бирдсли:
- Деннис Куэйд — Фрэнк Бирдсли
- Шон Фэрис — Уильям Бирдсли
- Катя Певек — Кристина Бирдсли
- Дин Коллинз — Гарри Бирдсли
- Тайлер Патрик Джонс — Майкл Бирдсли
- Хейли Рэмм — Келли Бирдсли
- Брекен Палмер и Бриджер Палмер — Илай и Оттер Бирдсли
- Ти Паниц — Итан Бирдсли

Семья Нортов:
- Рене Руссо — Хелен Норт/Уайт
- Даниэль Панабэйкер — Фиби Норт
- Дрейк Белл — Дилан Норт
- Мики Исикава — Миюко Норт
- Слэйд Пирс — Мик Норт
- Литтл ДжейДжей — Джимми Норт
- Миранда Косгроув — Джони Норт
- Эндрю Во — Лау Норт
- Дженнифер Хабиб и Джессика Хабиб — Бина и Марисса Норт
- Николас Рожет-Кинг — Альдо Норт

Другие персонажи:
- Рип Торн — комендант Шерман
- Линда Хант — миссис Манион
- Джерри О'Коннелл — Макс
- Дэвид Кокнер — Даррелл
- Дженика Бергер — Клаудия
- Джош Хендерсон — Ник Де Пьетро
- Лиза Вальц — женщина на встрече выпускников

## Релиз

### Кассовые сборы
Картина заняла 3-ю строчку по результатам проката в премьерные выходные, собрав $17 461 108 в США. Общие сборы составили $53 412 862 и $18 615 890 в мировом прокате, в общей сложности собрав $72 028 752

### Критика
На сайте Rotten Tomatoes фильм занимает 63 строчку в списке 100 худших фильмов 2000-х годов, с рейтингом 5 %. Сайт Metacritic присвоил картине среднюю оценку в 38 баллов из 100, на основе 25 обзоров.